# Cornelius (músico)
Keigo Oyamada (小山田 圭吾, Oyamada Keigo, nascido em 27 de janeiro de 1969) é um artista e produtor comumente conhecido pelo seu nome artístico Cornelius (CORNELIUS（コーネリアス）, Kōneriasu).

## Carreira
Oyamada nasceu em Setagaya, Tóquio, Japão. Sua primeira tentativa para a fama foi quando ele decidiu participar da duo pop Flipper's Guitar, um dos grupos chave para a cena Shibuya-kei japonesa. Seguindo o fim da banda em 1991, Oyamada adotou o apelido "Cornelius" e embarcou em uma carreira solo bem sucedida.
Jornais Norte-americanos costumam descrever o som de Cornelius como sendo similar ao de Beck, cujo ele admite influência, junto de The Beach Boys, The Jesus and Mary Chain, Primal Scream a banda Brasileira X+2, entre outros.
A música de Cornelius poderia ser descrita como experimental e exploratória. Muitas vezes incorpora elementos dissonantes com harmonias familiares e agradáveis. Esta junção, mais a sua prática em trazer sons do cotidiano, sons eletrônicos puros e sons da natureza (como em seu álbum Point), o leva, por vezes, a ser categorizado como um "gosto adquirido".

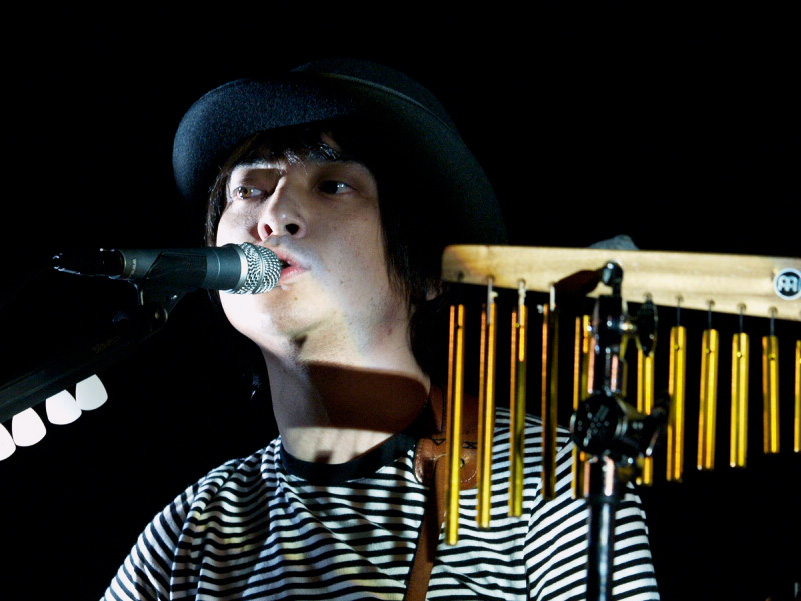
Cornelius, Mœrs festival em 2007

Ele escolheu o seu nome artístico, em homenagem ao personagem de mesmo nome do filme Planeta dos Macacos. Ele encomendou uma música sobre si mesmo para o álbum Stars Forever de Momus.
Oyamada se casou com Takako Minekawa em 2000 e eles têm um filho, Milo, que coincidentemente é o filho de Cornelius em Planeta dos Macacos. Cornelius afirma que foi uma coincidência.
Em Setembro de 2006, ele saiu da Matador Records.

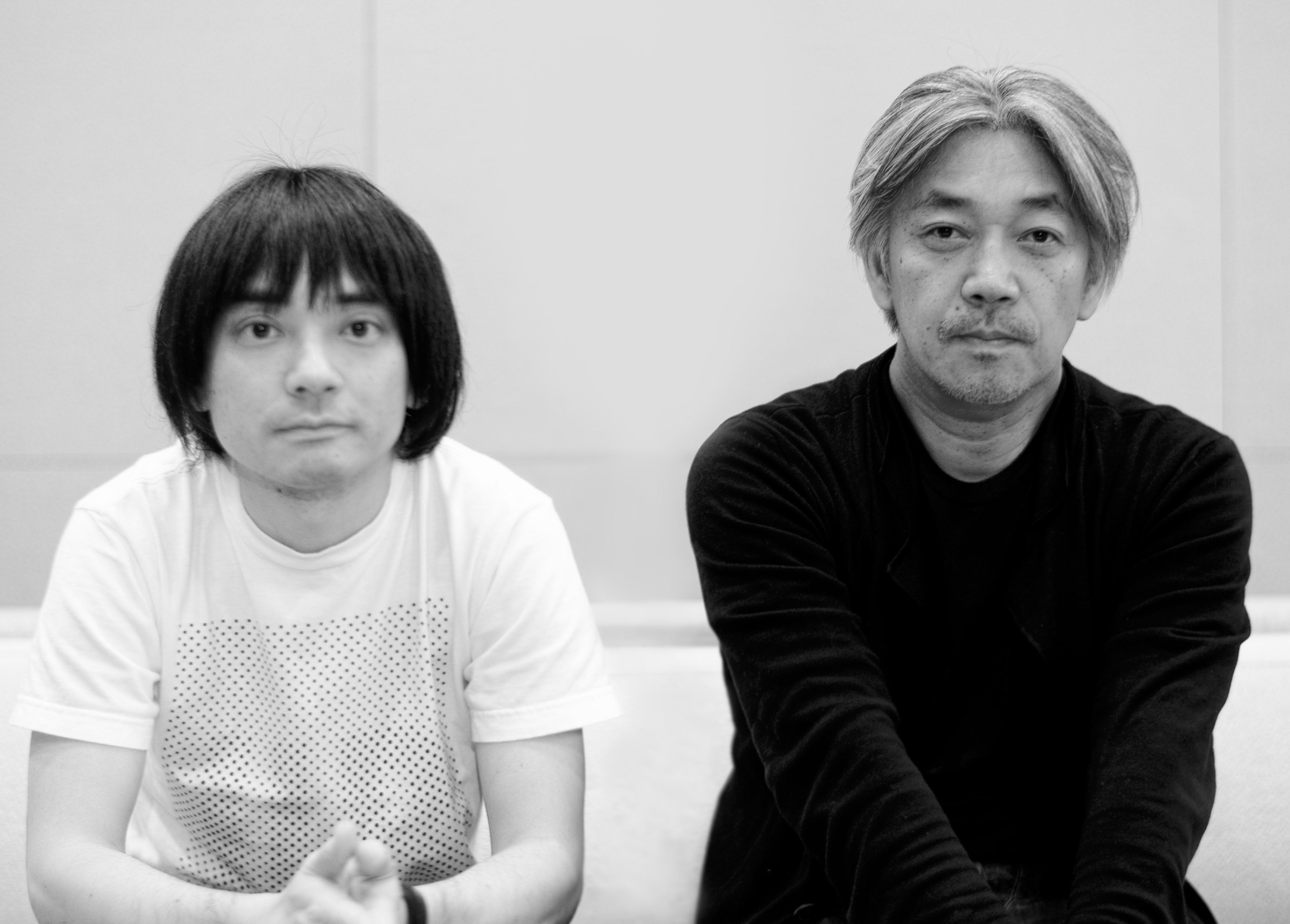
Keigo Oyamada e Ryuichi Sakamoto em 2007.

Em 2010, ele contribui na canção "Katayanagi Twins Battle Song" para o filme Scott Pilgrim vs. the World.
Em 2013, ele, Taku Satoh e Yugo Nakamura dirigiram a música para a exibição Design Ah! no 21 21 Design Sight em Tóquio.
Em 29 de Março de 2017, através de seu Instagram, Oyamada anunciou que iria lançar um novo single chamado "あなたがいるなら" e que seu lançamento seria em 26 de Abril de 2017. Dois dias depois, em 31 de Março de 2017, também através de sua conta no Instagram, ele anunciou dois singles e um novo álbum. O primeiro single, intitulado "If You're Here", foi lançado em 26 de Abril de 2017. Já o segundo single, "Sometime / Someplace", foi lançado 23 de Junho de 2017. Por fim, o álbum, Mellow Waves, foi lançado em 28 de Junho de 2017 no Japão e em 21 de Julho de 2017 pelo resto do mundo.

## Discografia
A dsicografia de Cornelius consiste de sete álbuns de estúdio, três trilhas sonoras, oito álbuns de remix, três extended plays, doze singles e sete álbuns de vídeos.

### Álbuns de estúdio
| Ano  | Informação | Posição na chart | Posição na chart | Posição na chart | Posição na chart |
| Ano  | Informação | JP               | UK               | US Elec.         | US Indie         |
| ---- | --- | ---------------- | ---------------- | ---------------- | ---------------- |
| 1994 | The First Question Award - Gravadoras: Trattoria Records, Polystar - Lançado: 25 de Fevereiro de 1994                               | 4                | —                | —                | —                |
| 1995 | 69/96 - Gravadoras: Trattoria, Polystar - Lançado: 9 de Junho de 1995                                                               | 3                | —                | —                | —                |
| 1997 | Fantasma - Gravadoras: Trattoria, Polystar, Matador - Lançado: 3 de Setembro de 1997                                                | 6                | —                | —                | —                |
| 2001 | Point - Gravadoras: Trattoria, Polystar, Matador - Lançado: 24 de Outubro de 2001                                                   | 4                | 124              | 17               | 47               |
| 2006 | Sensuous - Gravadoras: Warner Music Japan, Everloving Records - Lançado: 25 de Outubro de 2006                                      | 8                | —                | 18               | —                |
| 2017 | Mellow Waves - Gravadora: Warner Music Japan, Rostrum Records - Lançamento: Japão: 28 de Junho de 2017 Mundial: 21 de Julho de 2017 | 10               | -                | 10               | -                |

### Trilhas sonoras
- Ghost in the Shell: Arise (Warner Music Japan, 23 de Janeiro de 2013) – JP #33[12]
- The Cat That Lived A Million Times (Warner Music Japan, 31 de Outubro de 2013) (EP)
- Ghost in the Shell: The New Movie O.S.T. (Flying Dog, 15 de Junho de 2015) – JP #62[12]

### Álbuns de remix
| Ano  | Informação                                                                                               | JP chart | Notas |
| ---- | --- | -------- | --- |
| 1996 | 96/69 - Gravadoras: Trattoria, Polystar - Lançado: 9 de Junho de 1996                                    | 6        | - Remix do 69/96 |
| 1998 | FM - Fantasma Remixes - Lançado: 26 de Novembro de 1998 - Gravadoras: Trattoria, Polystar, Matador       | 39       | - Remixes de vários artistas do Fantasma |
| 1998 | CM - Cornelius Remixes - Gravadoras: Trattoria, Polystar, Matador - Lançado: 26 de Novembro de 1998      | 40       | - Cornelius remixa os remixes dos artistas que contribuíram para FM - Mixes de Unkle, Money Mark, Buffalo Daughter, Coldcut, The Pastels, The High Llamas               |
| 2003 | CM2 - Interpretation By Cornelius - Gravadoras: Warner Music Japan - Lançado: 25 de Junho de 2003        | 29       | - Coleção de remixes de Cornelius - Mixes de Blur, k.d. lang, Beck, Gerling, The Avalanches, Moby, Manic Street Preachers, Sting, Tahiti 80 e mais                      |
| 2004 | PM By Humans - Gravadoras: Matador Lançado: 20 de Janeiro de 2004                                        | 87       | - Remixes de vários artistas do Point - Lançado junto com o DVD-Audio 5.1 do Point como Five Point One + PM By Humans                                                   |
| 2009 | CM3 - Interpretation Remixed By Cornelius - Gravadoras: Warner Music Japan - Lançado: 13 de Maio de 2009 | 32       | - Coleção de remixes de Cornelius - Mixes de Kings of Convenience, Bloc Party, The Go! Team, James Brown, Sting, Ryuichi Sakamoto e mais                                |
| 2012 | CM4 - Gravadoras: Warner Music Japan - Lançado: 5 de Setembro de 2012                                    | 53       | - Coleção de remixes de Cornelius - Mixes de Yoko Ono Plastic Ono Band, Beastie Boys, MGMT, Arto Lindsay, Lali Puna, Haruo Minami, Tomoyasu Hotei, Maia Hirasawa e mais |
| 2015 | Constellations Of Music - Gravadoras: Warner Music Japan - Lançado: 19 August 2015                       | 30       | - Álbum com colaborações e remixes de vários artistas |

### Extended plays
- Holidays in the Sun EP (10 de Setembro de 1993) JP #12[12]
- Cornelius Works 1999 (1999), CD-R promo raro da 3-D Corporation Ltd. (Japão)
- Gum EP (2008)

### Singles
| Ano  | Título                                 | Posição nas charts | Posição nas charts | Álbum                    |
| Ano  | Título                                 | JP                 | UK                 | Álbum                    |
| ---- | -------------------------------------- | ------------------ | ------------------ | ------------------------ |
| 1993 | "The Sun Is My Enemy"                  | 15                 | –                  | The First Question Award |
| 1993 | "Perfect Rainbow"                      | 29                 | –                  | The First Question Award |
| 1994 | "(You Can't Always Get) What You Want" | 27                 | –                  | The First Question Award |
| 1994 | "Moon Light Story"                     | 40                 | –                  | The First Question Award |
| 1995 | "Moon Walk" (Em cassete apenas)        | 30                 | –                  | 69/96                    |
| 1997 | "Star Fruits Surf Rider"               | 17                 | 142                | Fantasma                 |
| 1997 | "Freefall" (Apenas no Reino Unido)     | N/R                | –                  | Fantasma                 |
| 1997 | "Chapter 8" (Apenas no Reino Unido)    | N/R                | –                  | Fantasma                 |
| 2001 | "Point of View Point"                  | 16                 | 142                | Point                    |
| 2001 | "Drop"                                 | 12                 | 82                 | Point                    |
| 2006 | "Music"                                | 17                 | –                  | Sensuous                 |
| 2006 | "Breezin'"                             | 20                 | –                  | Sensuous                 |
| 2017 | "If You're Here"                       | -                  | -                  | Mellow Waves             |
| 2017 | "Sometime / Someplace"                 | -                  | -                  | Mellow Waves             |

### Video
- Promotions! (1994) – videoclipes
- Love Heavy Metal Style Music Vision (1994) – performances ao vivo
- EUS (2000) – performances ao vivo
- Five Point One (2003) – um pacote com o álbum Point em 5.1 surround em DVD mais o álbum PM
- from Nakameguro to Everywhere tour '02-'04 (2008) – performances ao vivo
- Sensurround (2008) – uma versão em DVD de Sensuous com videos em 5.1 surround
- Sensuous Synchronized Show (2009) – performances ao vivo

### Participação em compilações
- Tribute Spirits (1 de Maio de 1999)
- DJ-Kicks: Erlend Øye (19 de Abril de 2004)
- Matador at Fifteen (12 de Outubro de 2004)